# Bitwa pod Oździutyczami
Bitwa pod Oździutyczami (ukr. Бій під Озютичамі) – bitwa mająca mieć miejsce 29 lutego 1944 roku. Starcie to odbyło się pomiędzy trzema batalionami 27 Wołyńskiej Dywizji Piechoty Armii Krajowej, dowodzonymi przez mjra Stanisława Piaszczyńskiego ps. "Pogrom", a siłami UPA. Bitwa miała miejsce w powiecie włodzimierskim, w województwie wołyńskim. Była częścią większego konfliktu polsko-ukraińskiego, który nasilił się w trakcie II wojny światowej, zwłaszcza na terenach Wołynia i Galicji Wschodniej.

## Tło historyczne
W latach 1943–1944 Wołyń stał się areną zaciętych walk pomiędzy różnymi formacjami wojskowymi. W większych miejscowościach położonych między Włodzimierzem Wołyńskim a Łuckiem Ukraińska Powstańcza Armia utworzyła system twierdz, które stanowiły oparcie dla oddziałów operujących w środkowej i zachodniej części Wołynia. Jedną z takich twierdz była duża wieś ukraińska Oździutycze, zagrażająca oddziałom polskiego zgrupowania „Gromada”.

## Przygotowania do ataku
Z rejonu Oździutycz od dłuższego czasu dochodziły niepokojące wiadomości o koncentracji oddziałów UPA. Z inicjatywy majora Stanisława Piaszczyńskiego „Pogroma” podjęto decyzję o przeprowadzeniu ataku na tę miejscowość. Do akcji wydzielono trzy bataliony: I batalion 45 pułku piechoty (pp) „Gzymsa”, I batalion 24 pp „Łuna”, III batalion 50 pp „Trzaska”. Dowódcą całości mianowano majora „Pogroma”.
Plan ataku zakładał uderzenie od północnego zachodu siłami I/45 pp „Gzymsa” i I/24 pp „Łuny” oraz od północy siłami III/50 pp „Trzaska”. 28 lutego 1944 r. wieczorem I/45 pp „Gzymsa” wyruszył z Rzewuszek wzdłuż prawego brzegu rzeki Turia w kierunku Oździutycz, a I/24 pp „Łuna” z Wołczaka. Oba bataliony po trudnym marszu spotkały się w lesie około 3 km przed Leżachowem. O świcie 29 lutego 1944 r. połączona kolumna, zbliżając się do Leżachowa, została ostrzelana przez patrol UPA, który następnie wycofał się do Oździutycz, uprzedzając załogę wsi o zbliżaniu się polskich oddziałów.

## Bitwa
28 lutego 1944 r. wieczorem III/50 pp „Trzaska” wyruszył ze wsi Czernijów, minął Świnarzyn i, maszerując przez Osiekrów i Moczułki, o świcie 29 lutego osiągnął rejon Klementynowa. Bataliony „Gzymsa” i „Łuny” podchodząc do Oździutycz rozwinęły się do ataku. Mieli do pokonania około kilometrową równinę pokrytą śniegiem. Wieś była dobrze ufortyfikowana, z masywnym murowanym młynem i górującą nad terenem wieżą cerkiewną.
W miarę przybliżania się tyraliery polskich oddziałów, ogień przeciwnika nasilał się. Szczególnie intensywny był ogień dwóch ciężkich karabinów maszynowych (ckm) strzelających z wieży cerkiewnej i młyna oraz moździerzy. Polskie oddziały posuwały się wolno do przodu, ponosząc duże straty. Na lewym skrzydle podjęto próbę utorowania drogi do wsi, jednak brak wsparcia ogniowego zmusił je do wycofania się. Na prawym skrzydle jeden z plutonów „Łuny” opanował wiatrak, ale nie udało się pokonać zasieków z drutu kolczastego. Pluton wycofał się pod osłoną zasłony dymnej z zapalonego stogu siana. Natarcie polskich oddziałów utknęło na całej linii.
W trakcie walk nad polem bitwy pojawiły się trzy niemieckie samoloty, które nadleciały od strony Włodzimierza Wołyńskiego. Zataczając szeroki łuk, zaczęły ostrzeliwać z broni pokładowej Polaków. Fakt ten przesądził o wyniku walki – polskie oddziały zaczęły wycofywać się w kierunku lasu. Wykorzystując trudną sytuację Polaków, Banderowcy podjęli pościg, który został powstrzymany przez batalion „Gzymsa”.
Batalion „Trzaska”, po osiągnięciu rejonu wyjściowego do natarcia w Klementynowie, długo oczekiwał na łączność z majorem „Pogromem”, co spowodowało opóźnienie ataku. Skutki tego opóźnienia odczuł najbardziej batalion „Łuny”, który nie uzyskawszy w odpowiednim czasie wsparcia na swoim lewym skrzydle, nie mógł przełamać obrony UPA. Natarcie batalionu „Trzaska” również zaległo pod silnym ogniem broni maszynowej. Oddział zaatakowany przez niemieckie samoloty, po zapaleniu kilku stogów siana i stodół, wykorzystując zasłonę dymną, wycofał się do pobliskiego lasu, skąd prowadził skuteczny ogień na kontratakującego przeciwnika.
Według ukraińskich źródeł Polacy ponieśli w boju znaczne straty w wysokości 20 zabitych (10 pozostało na placu boju) i 20 rannych, ponadto wzięto do niewoli 2 jeńców, którzy mieli zdradzić plany polskiego dowództwa. Według Władysława i Ewy Siemaszków zginęło 7 akowców a wielu zostało rannych.
Polegli Polacy zostali pochowani na cmentarzu rzymskokatolickim w Zasmykach.

## Konsekwencje
Akcja na bazę UPA w Oździutyczach zakończyła się niepowodzeniem, a oddziały uczestniczące w tej akcji poniosły dotkliwe straty. O niepowodzeniu akcji zadecydował nie tylko brak dokładnego rozpoznania i zaskoczenia, ale również warunki terenowe dogodne do zorganizowania obrony przez przeciwnika, liczebność załogi i jej dobre uzbrojenie oraz atak niemieckich samolotów na nacierające oddziały polskie.